# Grand Prix de Puy-l'Évêque
Le Grand Prix de Puy-l'Évêque - Souvenir Paul Saint-Gérard est une course cycliste française qui se déroule à Puy-l'Évêque, dans le département du Lot. Créé en 1957, il est habituellement organisé au mois d'août dans le cadre des festivités annuelles de la commune,.
La course compte à son palmarès des cyclistes français réputés comme Jean-René Bernaudeau (1977), Jérôme Simon (1988) ou encore David Moncoutié (1995). Depuis 2005, elle rend hommage à son ancien directeur Paul Saint-Gérard.

## Palmarès
| Année     | Vainqueur            | Deuxième              | Troisième                 |
| --------- | -------------------- | --------------------- | ------------------------- |
| 1957      | Yves Pages           | Jules Pineau          | André Delpicolo           |
| 1958      | Jean Milesi          | Robert Gibanel        | Raymond Batan             |
| 1959      | Robert Cazala        | Julien Vasquez        | Yves Gourd                |
| 1960      | Louis Bergaud        | Pierre Poutou         | Alfred Gratton            |
| 1961      | Tino Sabbadini       |                       |                           |
| 1962      | Jean Mosello         | Raymond Batan         | Robert Gibanel            |
| 1963      | Yves Rouquette       | Marc San Miguel       | Jules Pineau              |
| 1964      | Michel Brux          | Robert Zannier        | Jules Pineau              |
| 1965      | François Siniscalchi | Maurice Saint-Jean    | Pierre Campagnaro         |
| 1966      | Jean Guiral          | Alain Célérier        | Lucien Canouet            |
| 1967      | Henri Bonnand        | François Ferrara      |                           |
| 1968      | Guy Mazet            |                       |                           |
| 1969      | Georges Metge        |                       |                           |
| 1970      | Jacques Esclassan    | Michel Lescure        | Guy Mazet                 |
| 1971      | Guy Mazet            | Alain Eyquart         | Patrick Guimberteau       |
| 1972      | André Romero         | Gérard Florio         | Hervé Florio              |
| 1973      | Joseph Kerner        | Hervé Florio          | Jean-Marie Valade         |
| 1974      | Bernard Pineau       | Jean-Marie Valade     | Pierre-Raymond Villemiane |
| 1975      | Michel Pitard        | Francis Duteil        | Jean-Marie Valade         |
| 1976      | Bernard Pineau       | Peter Hall            | Alain De Carvalho         |
| 1977      | Jean-René Bernaudeau | Claude Vincendeau     | Jean-Pierre Paranteau     |
| 1978      | Michel Charlier      | Fernand Farges        | Patrick Mauriès           |
| 1979      | Charles Turlet       | Jean-Pierre Paranteau | Michel Pitard             |
| 1980      | Francis Castaing     | Patrick Sarniguet     | Éric Valade               |
| 1981      | Bernard Pineau       | Henri Bonnand         | Dominique Celle           |
| 1982      | René Bajan           | Jean-Claude Garde     | Patrick Sarniguet         |
| 1983      | Bernard Pineau       | Pascal Andorra        | Éric Valade               |
| 1984      | René Bajan           | Bernard Pineau        | Éric Valade               |
| 1985      | Andrew Bradley       | Sylvain Bolay         | Claude Riche              |
| 1986      | Denis Leproux        | Éric Fouix            | Fernand Lajo              |
| 1987      | Fabien De Vooght     | Didier Virvaleix      | Jean-Pierre Godard        |
| 1988      | Jérôme Simon         | Philippe Bouvatier    | Denis Celle               |
| 1989      | Sylvain Bolay        | Philippe Delaurier    | Philippe Le Peurien       |
| 1990      | Patrick Bruet        | Sylvain Bolay         | Christian Jany            |
| 1991      | Denis Leproux        | Laurent Roux          | Pascal Berger             |
| 1992      | Denis Leproux        | Sylvain Bolay         | Pascal Hervé              |
| 1993      | Sylvain Bolay        | Denis Leproux         | Ludovic Auger             |
| 1994      | Jacek Bodyk          | Marian Gołdyn (pl)    | Jean-Paul Garde           |
| 1995      | David Moncoutié      | Éric Frutoso          | Gérald Liévin             |
| 1996      | Éric Frutoso         | Patrick Bruet         | Philippe Delaurier        |
| 1997      | Denis Leproux        | Jean-Michel Thilloy   | Hugues Ané                |
| 1998      | Pascal Pofilet       | Pascal Peyramaure     | Benoît Luminet            |
| 1999      | Pascal Pofilet       | Alexandre Botcharov   | Christophe Dupouey        |
| 2000      | Sébastien Bordes     | Alain Saillour        | Benoît Luminet            |
| 2001      | Jacques Bogdanski    | Gilles Zech           | Carl Naibo                |
| 2002      | Alain Saillour       | Julien Schick         | Mariusz Bilewski          |
| 2003      | Carl Naibo           | Fabien Fraissignes    | Denis Kudashev            |
| 2004      | Fabien Pasquier      | Mickaël Delage        | Sébastien Portal          |
| 2005      | Adam Illingworth     | Paweł Cieślik         | Cyril Bessy               |
| 2006      | Yusuke Hatanaka      | Mickaël Szkolnik      | Sébastien Pillon          |
| 2007      | Benoît Luminet       | Grzegorz Kwiatkowski  | Romain Sdrigotti          |
| 2008      | Benoît Luminet       | Stéphane Reimherr     | Thomas Lebas              |
| 2009,     | Carl Naibo           | Benoît Luminet        | Frédéric Finot            |
| 2010      | Carl Naibo           | Benoît Luminet        | Jérôme Mainard            |
| 2011,     | Carl Naibo           | Benoît Luminet        | Yoann Barbas              |
| 2012      | Mickaël Larpe        | Julien Loubet         | Yohan Soubes              |
| 2013,     | Mickaël Larpe        | Maxime Martin         | Julien Mazet              |
| 2014      | Maxime Teulière      | Loïc Herbreteau       | Fabien Fraissignes        |
| 2015,     | Anthony Perez        | Stéphane Reimherr     | Samuel Plouhinec          |
| 2016,     | Yoann Paillot        | Guillaume Bonnet      | Samuel Plouhinec          |
| 2017,     | Yohan Soubes         | Alexandre Jamet       | Samuel Plouhinec          |
| 2018,     | Lucas Papillon       | Alexandre Jamet       | Geoffrey Bouchard         |
| 2019      | Erwan Soulié         | Jérémy Beneyrol       | Takumi Ogasawara          |
| 2020-2022 | Annulé               |                       |                           |
| 2023,     | Cyril Couture        | Loïc Desriac          | Jean-Denis Thibault       |
| 2024      | Antoine Roussel      | Gauthier Navarro      | Clément Delcros           |
| 2025      | Cédric Bessaguet     | Jean-Denis Thibault   | Samuel Serres             |